# Индијан Лејк (Пенсилванија)
Индијан Лејк (енгл. Indian Lake) град је у америчкој савезној држави Пенсилванија.

## Демографија
По попису из 2010. године број становника је 394, што је 56 (-12,4%) становника мање него 2000. године.
| Група             | 2000.       | 2010.       |
| Белци             | 446 (99,1%) | 384 (97,5%) |
| Афроамериканци    | 0 (0,0%)    | 3 (0,8%)    |
| Азијати           | 0 (0,0%)    | 1 (0,3%)    |
| Хиспаноамериканци | 2 (0,4%)    | 4 (1,0%)    |
| Укупно            | 450         | 394         |